# Molophilus (Molophilus) idiophallus
Molophilus (Molophilus) idiophallus is een tweevleugelige uit de familie steltmuggen (Limoniidae). De soort komt voor in het Afrotropisch gebied.